# 小行星3794
小行星3794（英語：3794 Sthenelos）是一颗围绕太阳公转的小行星。1985年10月12日，卡羅琳·舒梅克在帕洛马山发现了此天体。
这颗小行星的绝对星等为35.78995562267622等。小行星3794以希臘神話的人物斯泰內勒斯命名。